# Quán rượu

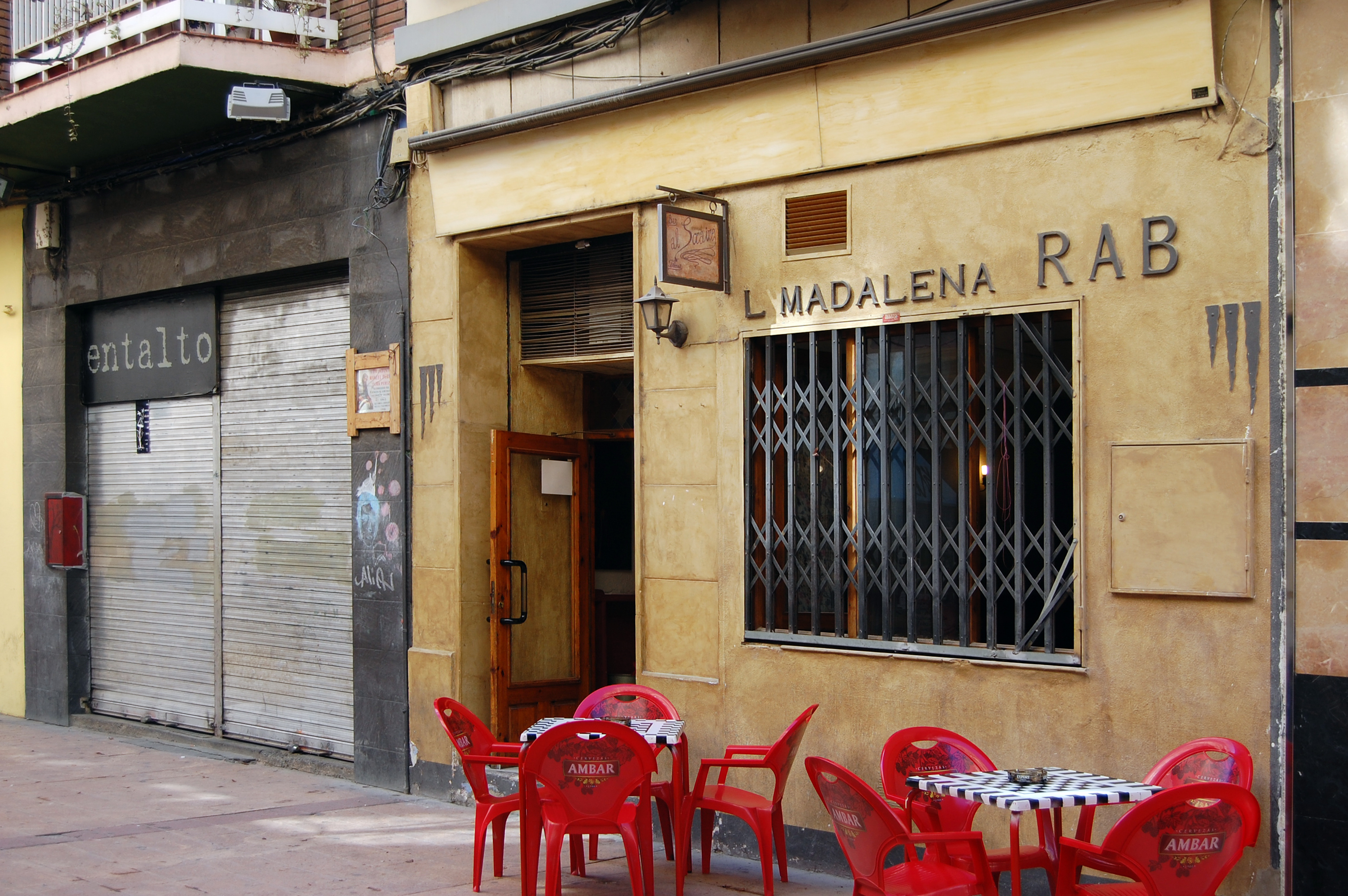
Một quán rượu bình dân ở Tây Ban Nha

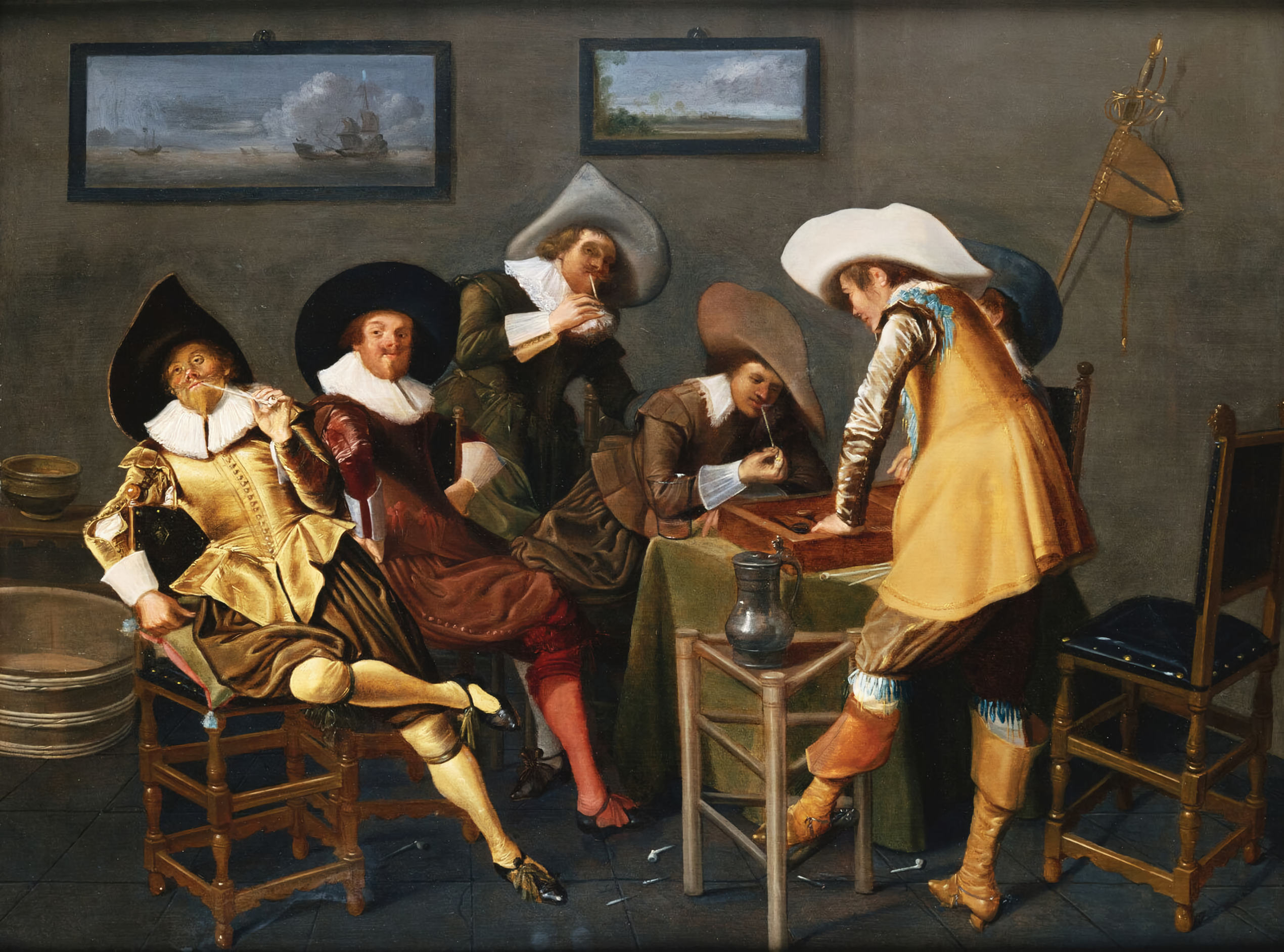
Hoạ phẩm năm 1627 về các quý ông đang ngả ngớn đê mê trong quán rượu

Quán rượu hay tửu quán hay là quán bia hay còn gọi bình dân là quán nhậu là một địa điểm kinh doanh nơi mọi người tụ tập để uống đồ uống có cồn (rượu, bia) và có thể được phục vụ thức ăn (mồi nhậu, đồ nhắm). Trong một số trường hợp, quán rượu là nơi thực khách có thể được cho ngủ lại qua đêm vì đã say bí tỉ không thể ra về. Ở Phương Tây, một quán trọ có thể là một quán rượu và có cấp giấy phép kinh doanh dịch vụ rượu bja. Từ này xuất phát từ tiếng Latinh là Taberna và tiếng Hy Lạp ταβέρνα /quán rượu, có ý nghĩa ban đầu là một nhà kho hoặc nhà xưởng. Trong tiếng Anh, các quán rượu là những cơ sở phục vụ rượu vang trong khi các quán trọ phục vụ bia, rượu nói chung. Theo thời gian, từ quán rượu và quán trọ (pub) trở nên hoán đổi cho nhau và đồng nghĩa với nhau. Người Mỹ tửng nốc rất nhiều rượu rum giá rẻ ở những quán rượu kiểu này. Năm 1770, bình quân đầu người tiêu thụ khoảng 3,7 lít rượu mạnh chưng cất mỗi năm và đã tăng lên 5,2 gallon vào năm 1830 đó là tổng số lượng rượu tiêu thụ không bao gồm bia hoặc rượu táo. Sau này khối lượng rượu mạnh tiêu thụ giảm, nhưng khối lượng bia đã tăng phổ biến.